# Temple protestant d'Amiens
Le temple protestant d'Amiens est un édifice religieux situé 24 rue Jean Catelas à Amiens. La paroisse est membre de l'Église protestante unie de France.

## Historique
Dans les années 1830-1840, le protestantisme se développe dans la Somme, notamment sous l'influence des industriels britanniques du textile James Carmichael, qui implanta une usine de tissage de toile de jute à Ailly-sur-Somme, et John Maberly (en), fondateur d'une filature de lin à Amiens. Ces industriels financent la construction d'un temple à Amiens, situé rue de Metz, qui est inauguré en 1845.
Ce temple a été détruit lors du bombardement d'Amiens du 19 mai 1940, au début de la Seconde Guerre mondiale. Un nouveau temple fut construit a Amiens, rue Jean Catelas en 1951-1952. L'architecte amiénois Benjamin Maneval fut chargé de la conception et de la réalisation.

## Caractéristiques

### Extérieur
Le temple est un bâtiment construit en brique selon un plan quadrangulaire. La façade est précédée d'une colonnade formée de six piliers quadrangulaires surmontés d'un fronton triangulaire. La toiture est surmontée d'une sorte de tour lanterne peu élevée au sommet de laquelle se trouvait une boule de métal surmontée d'une croix. Cette boule et cette croix ont aujourd'hui disparu. 
Le temple est prolongé d'un presbytère et de salles de réunion construits autour d'une cour-jardin.

### Orgue
L'intérieur de l'édifice revêtu d'un enduit blanc est d'une grande sobriété. 
L'orgue de tribune a été conçu par Auguste Convers en 1928 et installé dans une galerie marchande parisienne. Démonté en 1938, il fut stocké dans la cathédrale Notre-Dame de Noyon puis transféré à Amiens en 1988. Le remontage fut terminé en 2000.